# Staelia capitata
Staelia capitata är en måreväxtart som beskrevs av Karl Moritz Schumann. Staelia capitata ingår i släktet Staelia och familjen måreväxter. Inga underarter finns listade i Catalogue of Life.